# Johann Knapp
Johann Knapp, död 16 mars 1721 i Stockholm, var en svensk hautboist.
Knapp var hautboist i livgardet 1689-1695 samt i hovkapellet 1696-1721. Han var gift med Catharina de Croll, syster till hovorganisten Reinhold de Croll. En av deras söner var violinisten Johan Reinholt Knapp.